# Coraebus elatus
Coraebus elatus es una especie de escarabajo del género Coraebus, familia Buprestidae. Fue descrita científicamente por Fabricius en 1787.
Se distribuye por Francia, Suiza, Austria, Rusia, Turquía, Italia, Ucrania, Alemania, Polonia, Bulgaria, Croacia, Grecia, Georgia, Azerbaiyán, Eslovaquia, Estonia, Checa, Hungría, Bosnia y Herzegovina, Bélgica, España, Armenia, Montenegro, Serbia, Bielorrusia, Macedonia del Norte, Rumania y Eslovenia. El cuerpo mide 8 milímetros de longitud.